# 瓢湖
座標: 北緯37度50分18秒 東経139度14分14秒 / 北緯37.83833度 東経139.23722度
瓢湖（ひょうこ）は、新潟県阿賀野市水原（すいばら）地区にある人造湖。オオハクチョウやコハクチョウの飛来地として知られる。ラムサール条約の登録湿地であり、日本の重要湿地500でもある。

## 概要

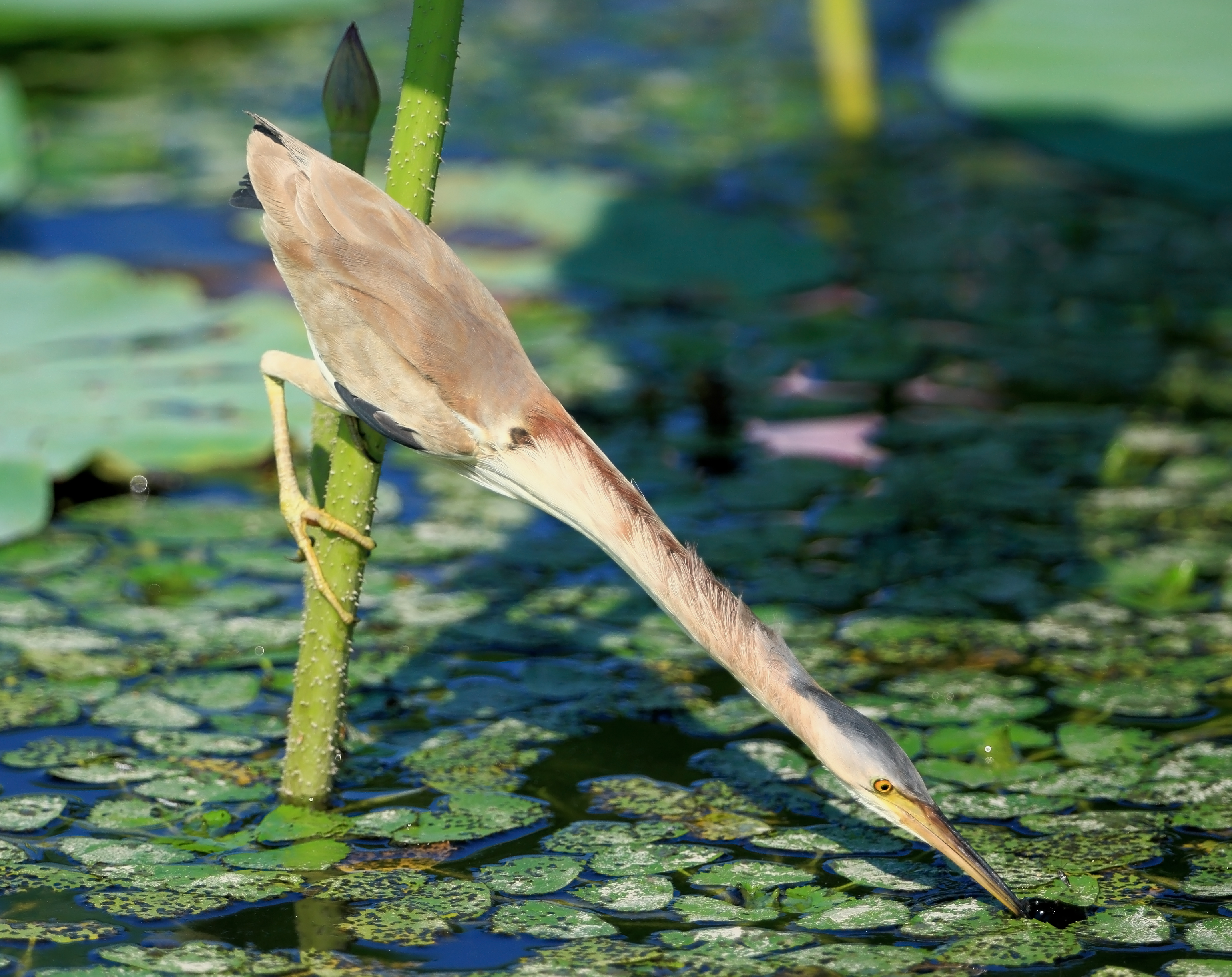
夏に飛来するヨシゴイ

瓢湖にはオニビシやハス、ヨシ、マコモなどが生育している。31科100種の鳥類の生息が確認されており、毎年10月頃から3月頃にかけて6000羽ほどのオオハクチョウ及びコハクチョウが飛来し、越冬する他、トモエガモ、オナガガモやホシハジロなどのカモ類も数多く飛来する。日中は周辺の田圃で採餌することが多く、カモなどのほうが目立つが、夜には湖で羽を休める。また、オオワシおよびフナやヘラブナなどの魚類、オニヤンマやギンヤンマなどのトンボ類も確認されている。この湖は「白鳥の湖」とも呼ばれている。
1954年3月に「水原のハクチョウ渡来地」として国の天然記念物に指定、2005年（平成17年）に国指定瓢湖鳥獣保護区（集団渡来地）に指定されている（面積281ha、うち特別保護地区24ha）。2008年（平成20年）にはラムサール条約の登録湿地に登録されている。
周囲は「瓢湖水きん公園」として整備されており、旧水原町の「町の花」となっているアヤメやハスなどの草花でも親しまれている。

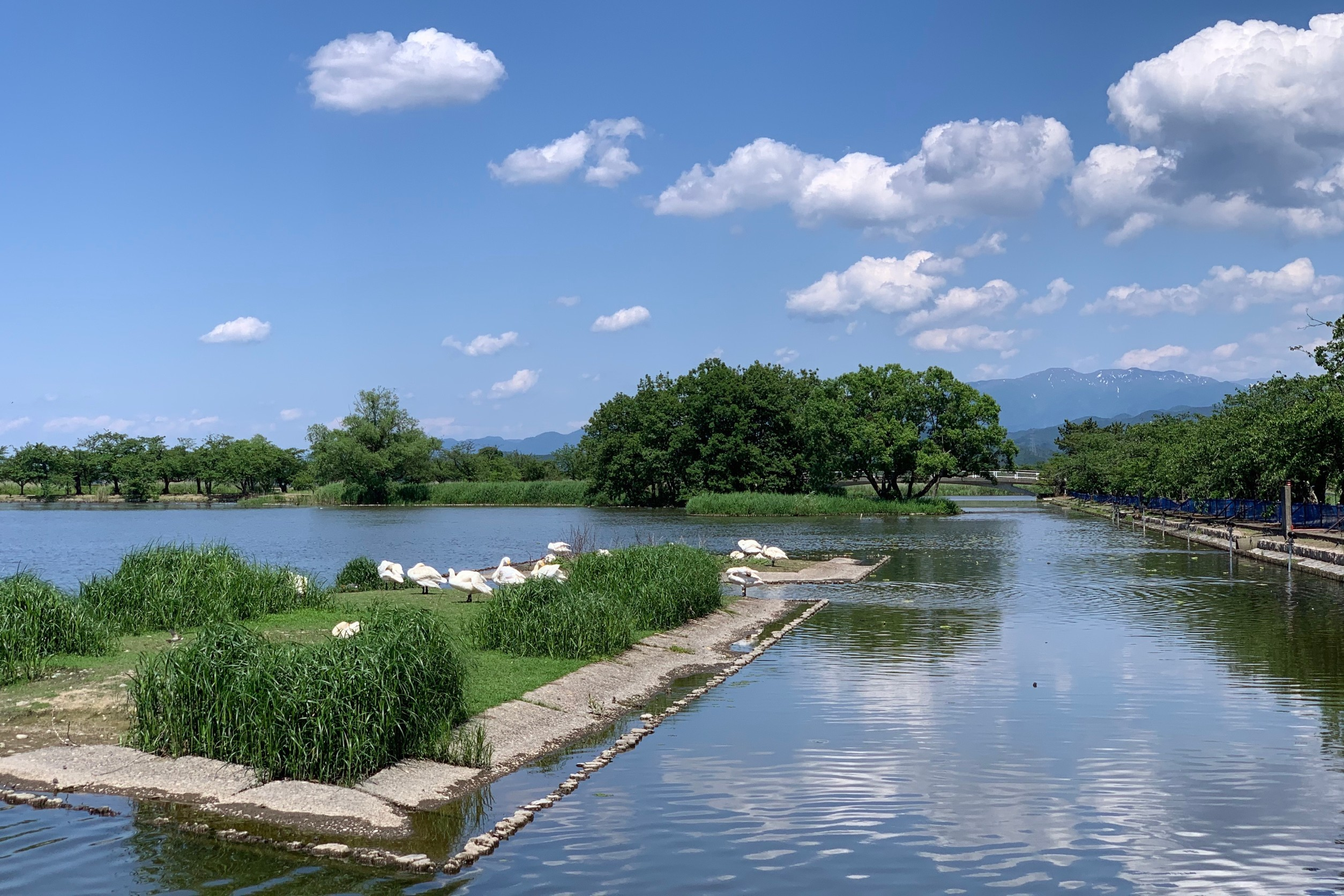
初夏の瓢湖。冬季以外でも白鳥の姿が僅かに見られる（2020年5月）
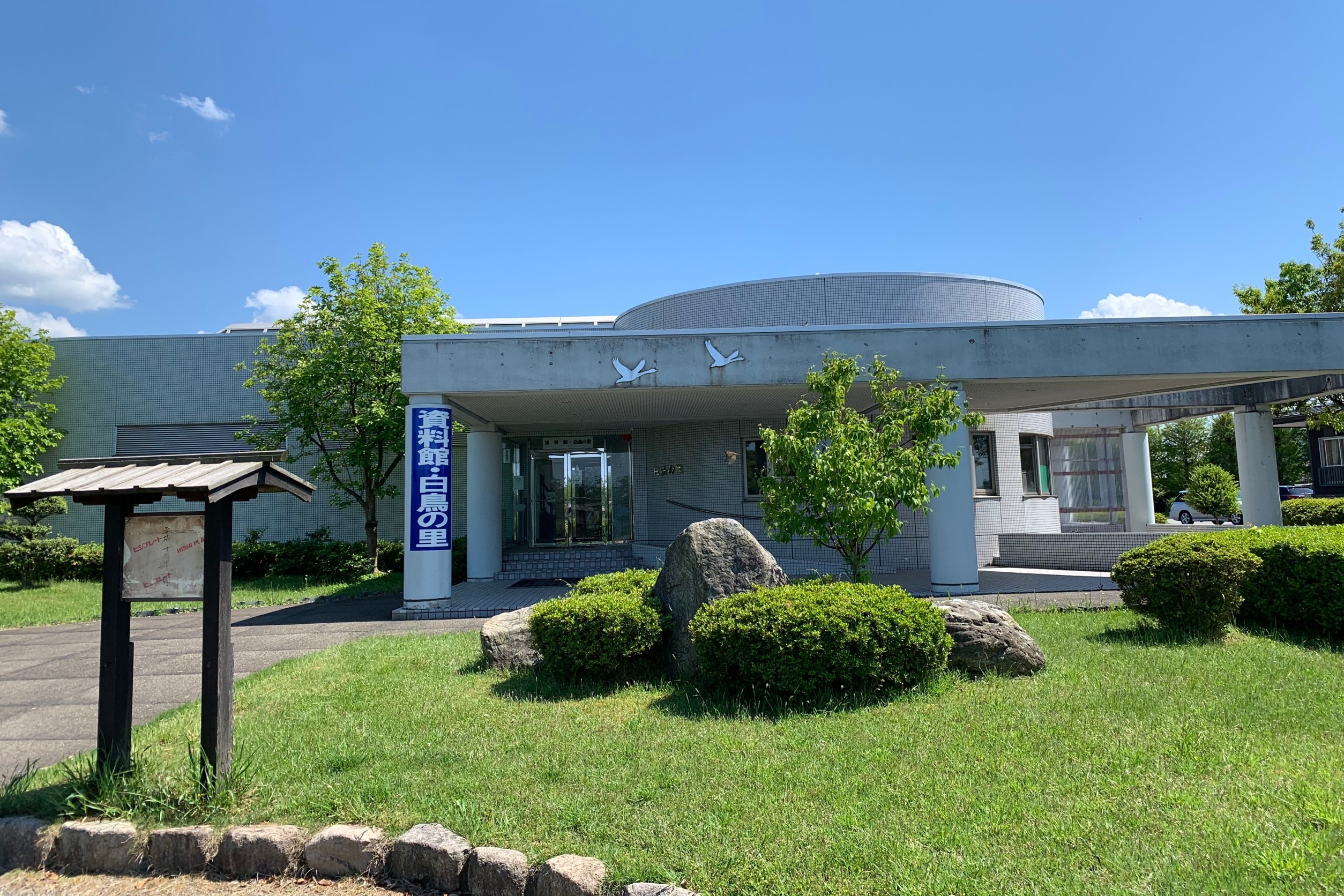
園内にある白鳥資料館「白鳥の里」（2020年5月）
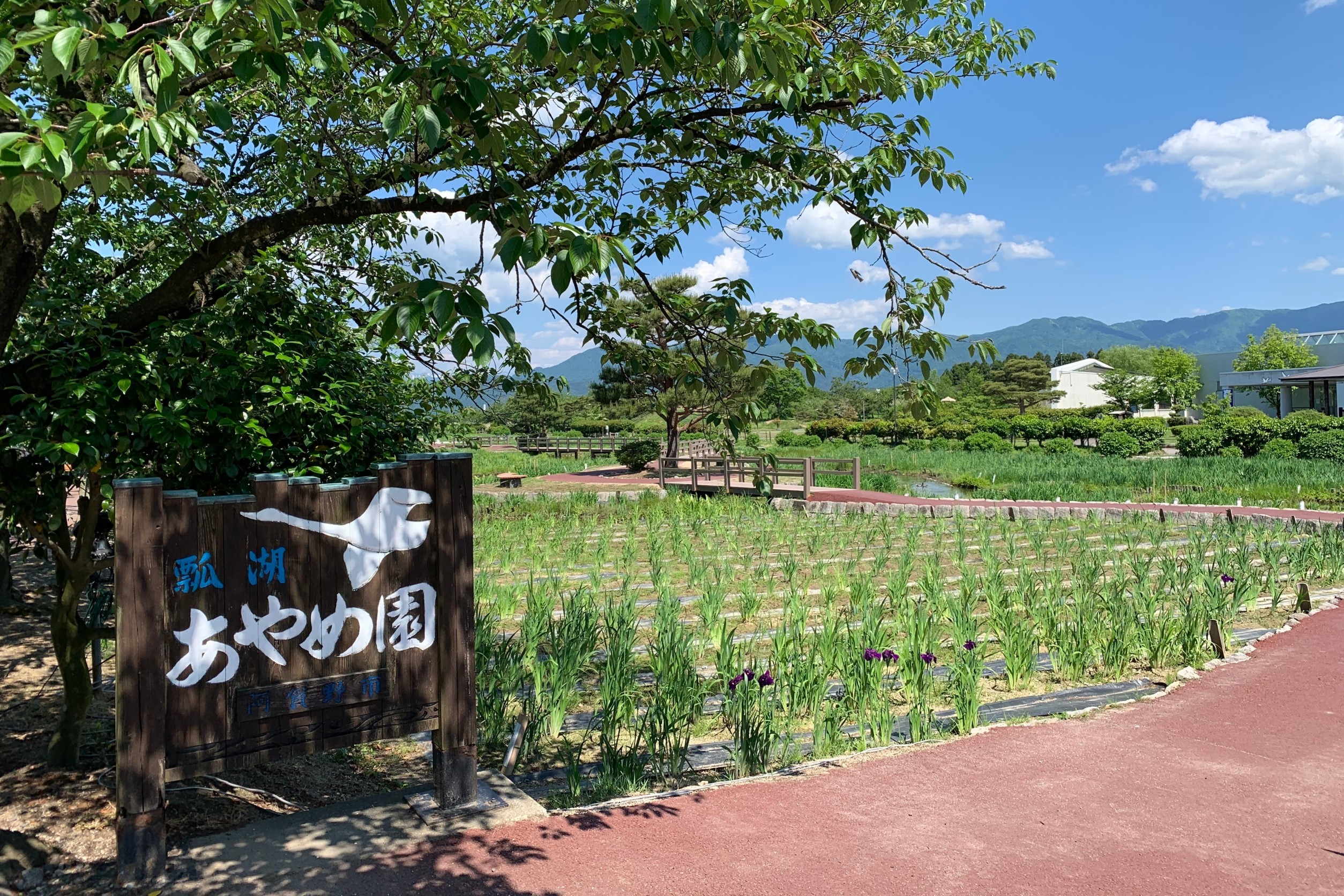
開花前のあやめ園（2020年5月）
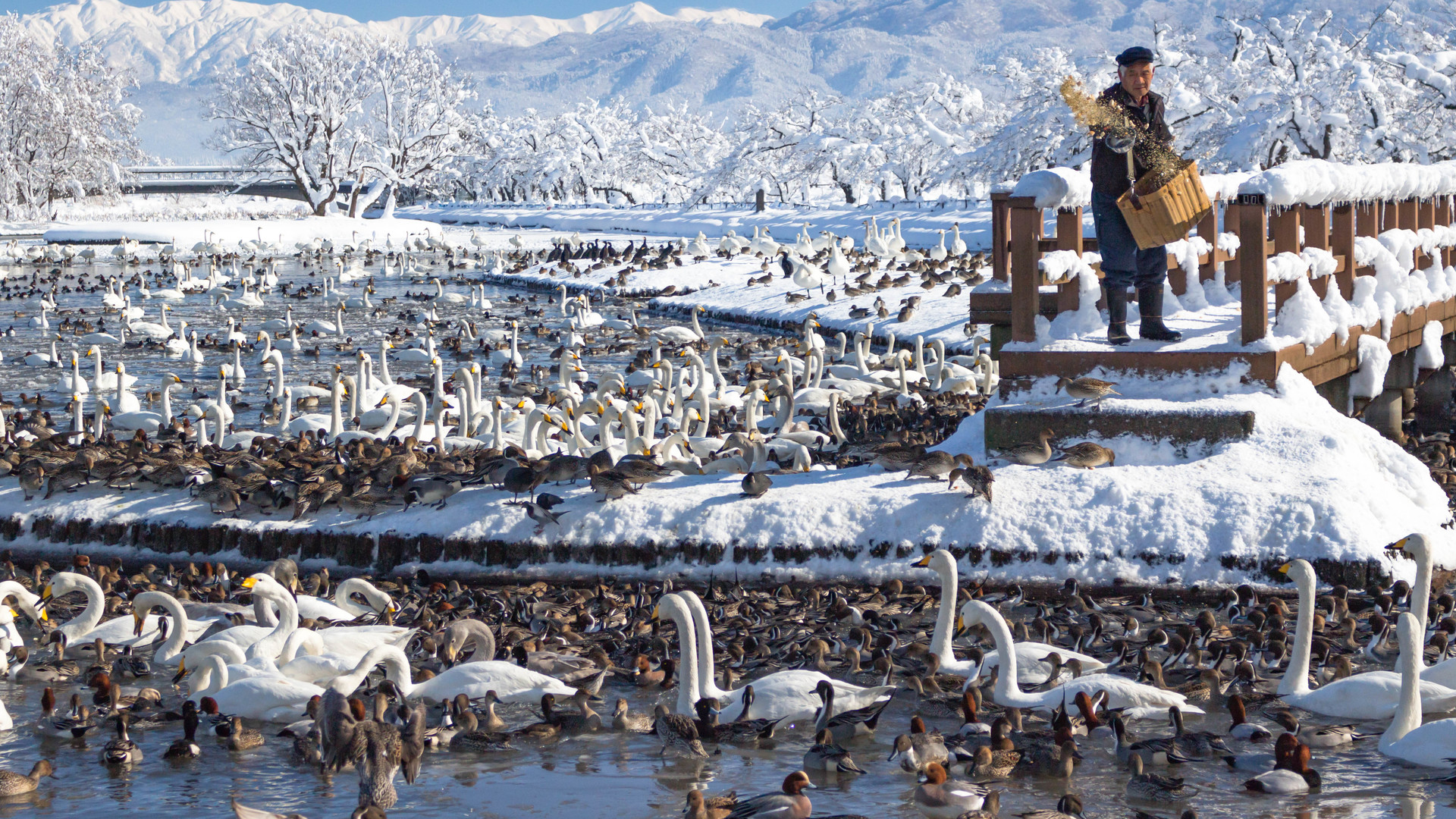
「白鳥おじさん」による餌付け（2018年1月）

## 歴史

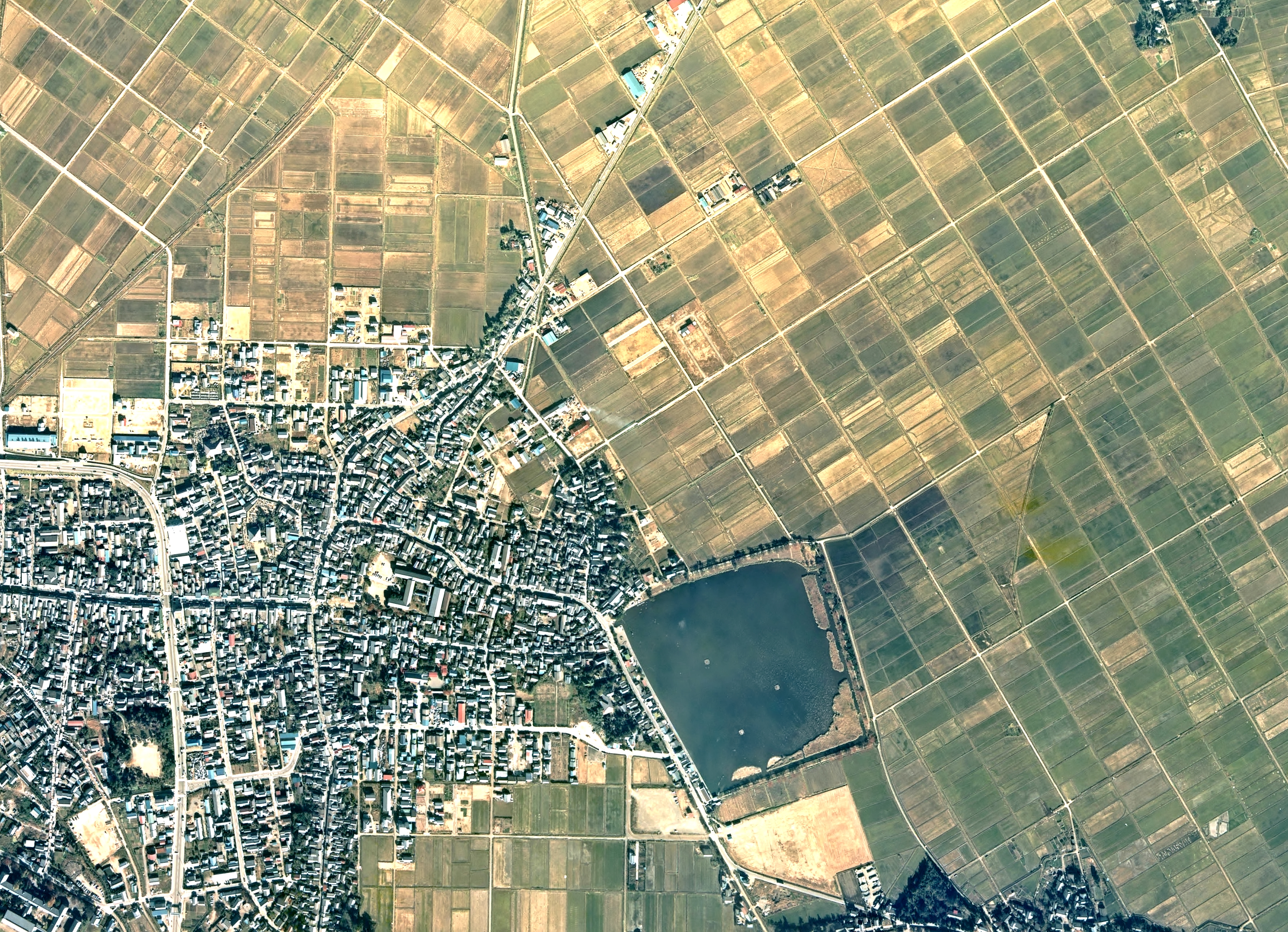
瓢湖付近の空中写真。1975年撮影の2枚を合成作成。

- 1639年（寛永16年）用水池として完成。当時の池の形が瓢箪に似ていたことから、「瓢湖」と呼ばれた。
- 1950年（昭和25年）初めてハクチョウが飛来した。
- 1954年（昭和29年）吉川重三郎（通称：白鳥おじさん）が、野生のハクチョウの餌付けに全国で初めて成功した。

白鳥の飛来地として、同年2月に新潟県の、同年3月20日に国の天然記念物に指定された。
- 2005年（平成17年）11月1日 - 国指定瓢湖鳥獣保護区に指定された。
- 2008年（平成20年）10月30日 - ラムサール条約の登録湿地に登録された。

## 交通アクセス
- JR羽越本線 水原駅より東へ2 km

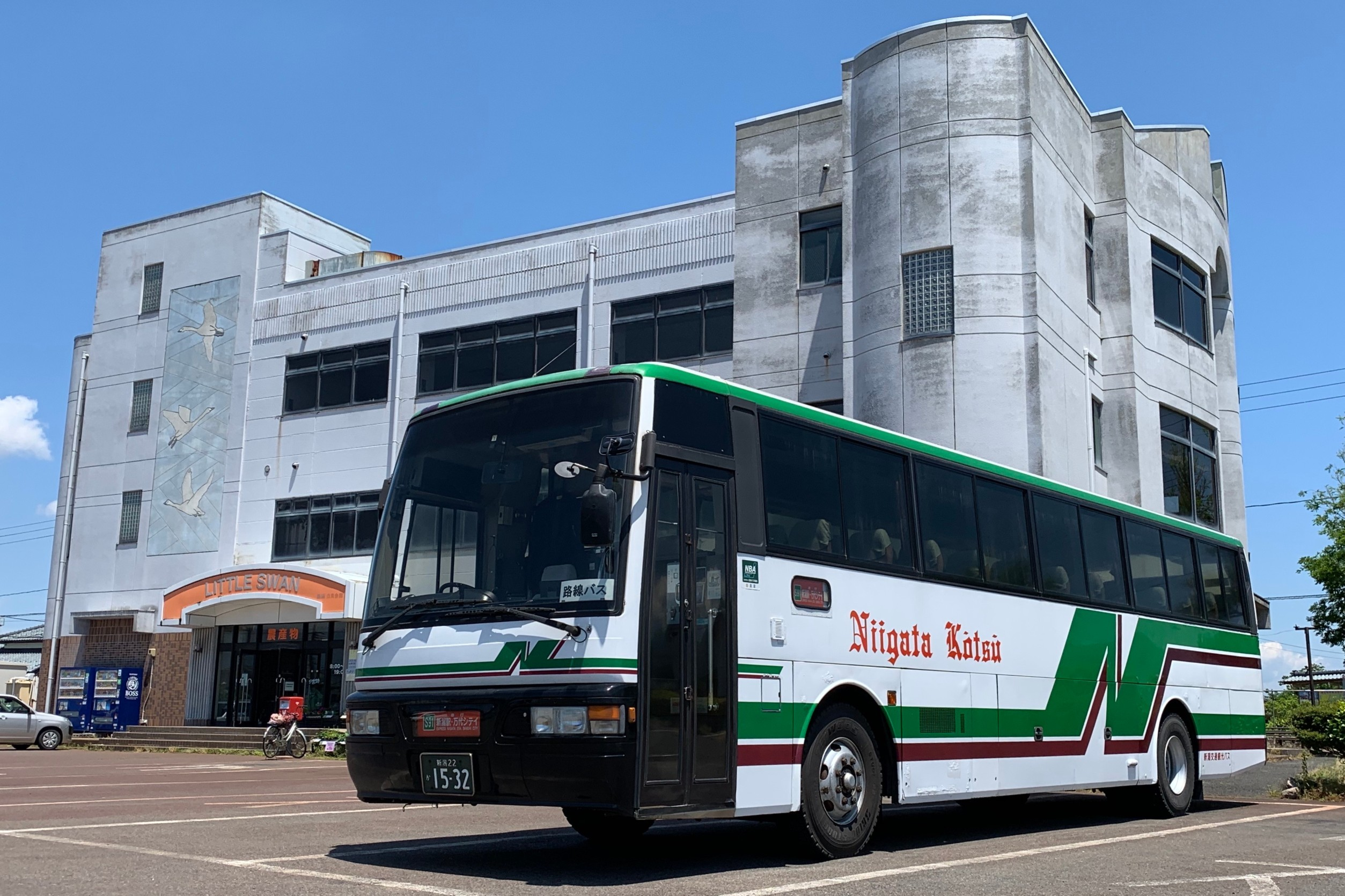
瓢湖市営駐車場で待機中の「S9 亀田・横越線」急行路線バス車両と「白鳥会館」（2020年5月）
駐車場脇に設置された「瓢湖前」バス停を発着する。

- 新潟交通 S9 亀田・横越線 「瓢湖前」バス停より徒歩すぐ
※大半の便は新潟 - 水原間の運行だが一部便のみ同バス停まで延伸運行している[4]。途中の「水原」バス停は水原駅前（駅から徒歩約3分）にある。
- 阿賀野市営バス 五頭温泉郷線 「白鳥の湖『瓢湖』前」バス停より徒歩すぐ[5]
- 磐越自動車道新津ICから車で約15分（国道460号経由）
- 磐越自動車道安田ICから車で約16分（国道49号経由）
- 日本海東北自動車道豊栄スマートICから車で約20分（県道27号、国道49号経由）
- 日本海東北自動車道豊栄新潟東港ICから約20分（県道46号、県道15号経由）